# 丁本
丁本（1410年—？），字弘道，山東兖州府嶧縣（今棗莊市嶧城區）人，民籍。明朝政治人物。同進士出身。

## 生平
山東鄉試第三十名。正統十年（1445年）乙丑科會試第七十二名，殿試登進士第三甲第九十六名。景泰二年，選禮科給事中，以憂歸，復起除南京戶科，歷福建參議。
曾祖父丁成甫。祖父丁武。父亲丁貴。